# ديفيد بيرنت
ديفيد بيرنت (بالإنجليزية: David Burnett)‏ هو مصور أخبار وصحفي ومصور أمريكي، ولد في 7 سبتمبر 1946 في سولت ليك في الولايات المتحدة.